# Escàndol Bogdànov

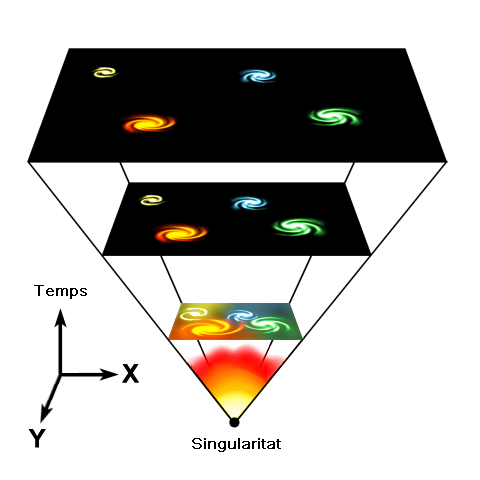
Els escrits dels germans Bogdànov sostenen que hi ha evidències del que va passar durant el primer 10^{-43} segon del big-bang, conegut com lera Planck. El coneixement actual és incapaç de determinar el que passava durant l'era Planck, els Boganogoff pretenien haver descobert el que havia passat en aquella era del principi dels temps i, fins i tot, abans del moment de la singularitat

L'escàndol Bogdànov (en francès, affaire Bogdanoff i en anglès, Bogdanov affair) és, segons el terme emprat pel matemàtic John Baez que va descobrir el tema, un conjunt de discussions nascudes, d'una part dels comentaris fets sobre la tesi doctoral (doctorat a França) dels bessons de nacionalitat francesa Igor i Grichka Bogdànov, i de l'altra sobre la vulgarització de la ciència que aquests exercien en molts treballs i en la televisió. El terme francès d'"affaire Bogdanoff" recorda el d'una falsa alarma com la de l'escàndol Sokal, feta expressament pel físic Alan Sokal l'any 1996 en el domini de les ciències socials, per demostrar que es podien publicar vaguetats, informacions contradictòries sense sentit, etc., sense passar pels habituals filtres amb què funcionen les revistes científiques.

## El desvetllament de l'escàndol
Els dos germans estudiaren matemàtica aplicada a París, però van començar una carrera a la televisió francesa presentant una sèrie de programes populars de ciència i de ciència-ficció. El primer d'aquests programes, Temps X, funcionà de 1979 a 1989.
La controvèrsia sobre el treball dels Bogdànov començà el 22 d'octubre de 2002, quan Max Niedermaier, de la Universitat de Tours, va enviar un correu electrònic al físic Ted Newman de la Universitat de Pittsburgh. Niedermayer suggerí que les tesis doctorals dels Bogdànov eren una "burla" mesclant la teoria de cordes amb el vocabulari específic de la física teòrica. Còpies del correu electrònic van arribar al matemàtic dels Estats Units John Baez i va crear a Usenet la discussió: "Physics bitten by reverse Alan Sokal hoax?". Baez va comparar aquest cas amb el de Sokal de 1996. L'assumpte Bogdànov va passar a ser aviat un tema de discussió i l'article fet pels Bogdànov va arribar el 2004 a la Viquipèdia en francès i el 2005 a la Viquipèdia en anglès.